# Boulge
Boulge – osada w Anglii, w hrabstwie Suffolk, w dystrykcie East Suffolk. Leży 13 km na północny wschód od miasta Ipswich i 120 km na północny wschód od Londynu. W 2001 miejscowość liczyła 26 mieszkańców.